# Герб Завадівки (Самбірський район)
Герб Завадівки — офіційний символ села Завадівка Львівської області, затверджений 27 жовтня 2023 року сесією Турківської міської ради.
Автор проекту — А. Гречило.

## Опис
У зеленому полі стоїть золотий олень над хвилястою основою з двох срібних і двох синіх хвиль, вгорі — відділена ламано (у три крокви) срібна глава.

## Зміст
Олень уособлює стару назву поселення Звіринець, на печатці якого був зображений цей звір. Ламане ділення у главі символічно означає три гори — Звіринець, Кичерку та Шименку, між якими розташоване село. Хвилясті смуги і синій колір в основі символізує річку Стрий, яка протікає територією Завадівки. Зелений колір вказує на щедрі лісові ресурси, а срібний — на чисте гірське повітря.